# Pikiutdleq

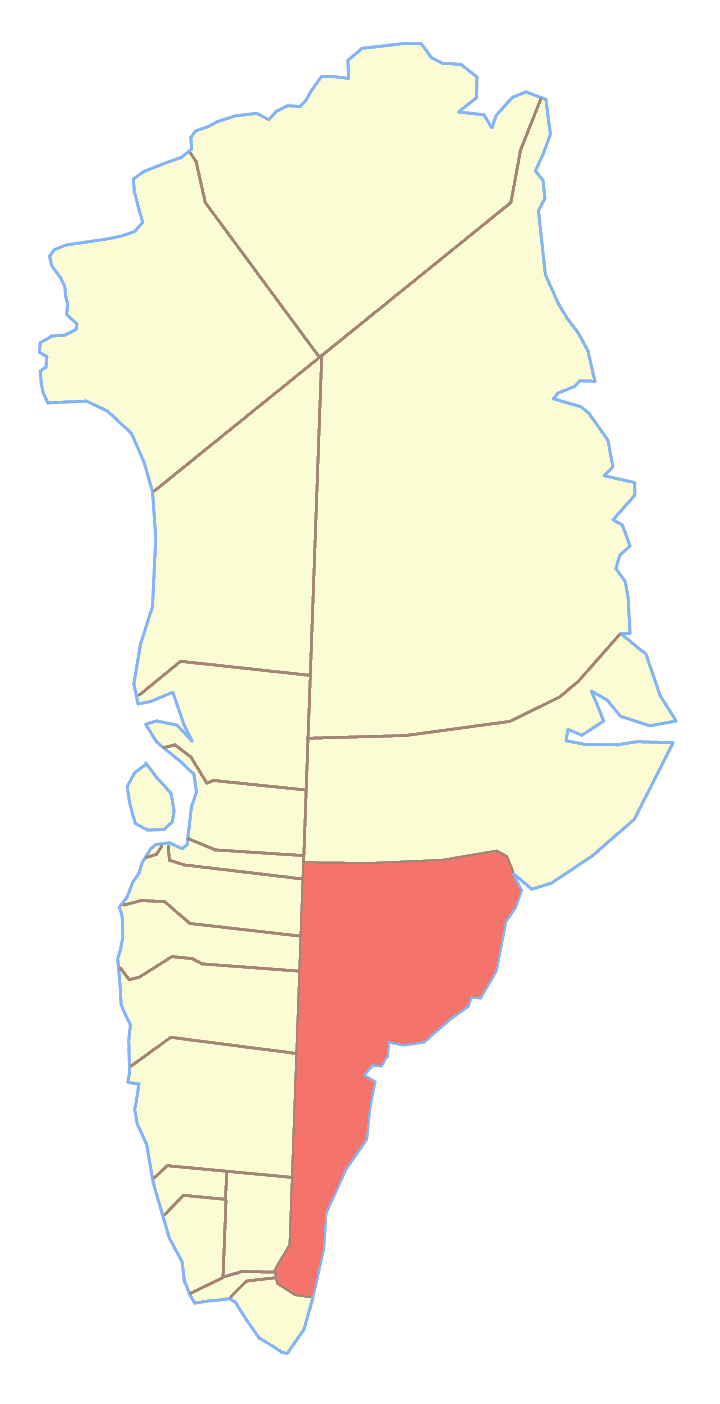
Ex comune di Ammassalik, dove si trovava il Pikiutdleq

Il Pikiutdleq (o Pikiulleq) è una baia della Groenlandia larga 40 km.
Si trova al limite settentrionale della Costa di Re Federico VI e si affaccia sull'Oceano Atlantico; appartiene al comune di Sermersooq. Sulla costa della baia si trovano la piccola baia di Koge (danese Køge Bugt), il fiordo di Uvkusigssaqarfik e le isole di Putugua, Rømer Ø e Ole Rømer Ø. Appena 50 km al nordest si trova l'Ikertivaq mentre 45 km al sud c'è la baia di Umivik.
- Latitudine: 64° 14' N
- Longitudine: 40° 36' O

Una località omonima si trova sulla costa sud-occidentale della Groenlandia (Latitudine: 64° 09' N - Longitudine: 51° 76' O)